# Tom Hulce
Thomas Edward «Tom» Hulce (Detroit, Míchigan, 6 de diciembre de 1953) es un actor estadounidense que adquirió gran fama a raíz de su interpretación como Wolfgang Amadeus Mozart en la película de 1984 Amadeus, de Milos Forman.

## Biografía
Nació en Detroit, en el estado de Míchigan, y fue registrado como Thomas Edward Hulce. Posteriormente, su familia se trasladó a otra ciudad del mismo estado, donde Hulce creció junto a sus dos hermanas y su hermano. Quiso ser cantante, pero cuando cambió su voz tuvo que abandonar esta idea. Decidió entonces ser actor, para lo cual comenzó a prepararse pronto. Terminados sus estudios escolares se concedió a sí mismo un plazo de 10 años para lograr este objetivo. 
Comenzó a trabajar como acomodador y en la taquilla de un pequeño teatro, donde entró en contacto con el mundo de la interpretación. Vio actuar en un teatro en Canadá a Christopher Walken, en una obra que le impresionó y le reafirmó en su idea de convertirse en actor. Aunque sus padres no estaban entusiasmados con que su hijo fuese actor, Hulce marchó de casa para adquirir la formación necesaria. Estudió en la escuela de arte de Carolina del Norte y pasó un verano en Inglaterra antes de instalarse en Nueva York y probar fortuna en los teatros de Broadway.
No había transcurrido un mes desde su llegada, cuando Hulce fue contratado en Broadway como suplente del actor principal en la obra Equus. Después de casi un año, pensó que había llegado la hora de interpretar el papel a su manera, y no de la forma en la que lo hacía el actor principal. El público entendió que su interpretación era diferente y consiguió con ella un éxito razonable.
Durante el tiempo en que Equus estuvo en cartel, Hulce rechazó una oferta muy tentadora para intervenir en televisión. En aquella época consideraba que su futuro era el teatro y que allí encontraría satisfacción y éxito. Interpretó varias obras después de Equus, una de las cuales le valió una nominación para los Premios Tony de teatro, e incluso dirigió un musical.
Por fin en 1977 Hulce actuó en el cine, en una película que narraba el día en que murió James Dean. En su siguiente película actuó junto a Donald Sutherland en Animal House (Desmadre a la americana), y en 1984 llegó su gran oportunidad, cuando se le ofreció el papel de Mozart en la película Amadeus, de Miloš Forman. El filme tuvo un éxito extraordinario y cosechó varios Óscar. Incluso incrementó en un 30% la venta de discos con música de Mozart. Hulce fue nominado al Óscar al mejor papel protagonista, al igual que su compañero de reparto F. Murray Abraham, que interpretó el papel de Antonio Salieri, y quien finalmente ganó la estatuilla. 
En los años siguientes su carrera cinematográfica siguió un curso poco usual, ya que Hulce actuó en papeles en los que interpretaba a personajes complicados. Para ello dedicaba tiempo en ir a los lugares en que podía observar personajes como los que tenía que representar, y estudiar así la forma en que éstos se comportaban. Al mismo tiempo realizó varias películas para televisión y siguió trabajando en el teatro. Aunque la mayoría de sus películas no llegaron a ser conocidas por el gran público, sus dotes de interpretación fueron objeto de reconocimiento en más de una ocasión. Fue nominado a un premio Emmy de televisión como mejor actor secundario y a tres Globos de Oro.

## Filmografía
- 2008 - Jumper
- 2006 - Stranger than fiction
- 2002 - El jorobado de Notre Dame II - Voz de Quasimodo (cantada y hablada)
- 1996
  - Disney Sing-Along-Songs: Topsy Turvy
  - El jorobado de Notre Dame (voz)
- 1995
  - The Heidi Chronicles
  - Wings of Courage
- 1994 - Frankenstein
- 1993 - Fearless
- 1991 - The_Inner_Circle_(1991_film)
- 1990 - Asesinato en Mississippi
- 1989
  - Black Rainbow
  - Parenthood
- 1988
  - Dominick and Eugene
  - Shadowman
- 1987 - Slamdance
- 1986
  - Echo Park
  - The Rise & Rise of Daniel Rocket
- 1984 - Amadeus
- 1980 - Those Lips, Those Eyes
- 1978 - Animal House
- 1977 - September 30, 1955

## Premios
Premios Óscar
| Año  | Categoría | Película    | Resultado |
| ---- | --------- | ----------- | --------- |
| 1985 | Amadeus   | Mejor actor | Nominado  |

Premios Globo de Oro
| Año  | Categoría                                               | Película              | Resultado |
| ---- | ------------------------------------------------------- | --------------------- | --------- |
| 1984 | Mejor actor - Drama                                     | Amadeus               | Nominado  |
| 1988 | Mejor actor - Drama                                     | Dominick and Eugene   | Nominado  |
| 1990 | Mejor actor de miniserie o telefilme                    | Murder in Mississippi | Nominado  |
| 1995 | Mejor actor de reparto de serie - miniserie o telefilme | The Heidi Chronicles  | Nominado  |

Premios Emmy
| Año  | Categoría                                      | Película              | Resultado |
| ---- | ---------------------------------------------- | --------------------- | --------- |
| 1990 | Mejor actor - Miniserie o telefilme            | Murder in Mississippi | Nominado  |
| 1995 | Mejor actor de reparto - Miniserie o telefilme | The Heidi Chronicles  | Ganador   |

Premios Tony
| Año  | Categoría                                   | Película         | Resultado |
| ---- | ------------------------------------------- | ---------------- | --------- |
| 1990 | Mejor actor principal en una obra de teatro | A Few Good Men   | Nominado  |
| 2007 | Mejor musical                               | Spring Awakening | Ganador   |
| 2010 | Mejor musical                               | American Idiot   | Nominado  |